# Boudoir

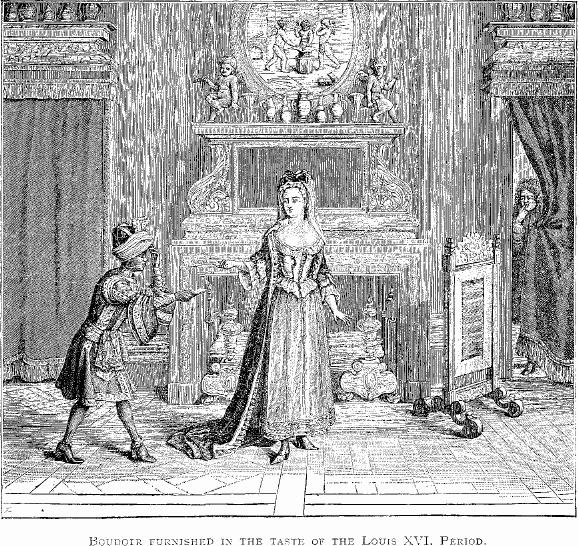
Illustrazione di un boudoir, in epoca Luigi XVI, di Frederick Litchfield, (1893).

Un boudoir è una stanza privata di una signora, un salotto o uno spogliatoio, di moda nel XVIII secolo. Il termine deriva da verbo francese "bouder", che significa "mettere il broncio".

## Storia
Storicamente, il boudoir formava parte di una suite privata di una signora, insieme con una sala da bagno e uno spogliatoio, ed era adiacente alla camera da letto. Successivamente divenne l'equivalente del gabinetto, nel senso di studio, per l'uomo. In un periodo successivo venne usato come un salotto privato e per altre attività come il ricamo, il disegno, lo studio della musica o per divertenti incontri intimi. Nei palazzi signorili, durante i ricevimenti, era la stanza vicina al salone dove si potevano ritirare le donne, in antitesi col fumoir maschile.
Famoso è il Boudoir di Maria Carolina d'Austria, progettato da Carlo Vanvitelli nella Reggia di Caserta. Nei Caraibi colonizzati dal Regno Unito, il boudoir è uno spazio di fronte alla casa in cui le donne intrattenevano la famiglia e gli amici.

## Citazioni
Non poteva mancare un cenno al boudoir nella raccolta di poesie Les fleurs du mal di Baudelaire. Dal sonetto Chant d'automne: ... mais tout aujourd'hui m'est amer,/et rien, ni vostre amour, ni le boudoir, ni l'âtre,/ne me vaut le soleil rayonnant sur la mer. Ed ancora dal secondo componimento del ciclo degli spleen: ... Je suis un vieux boudoir plein des roses fanées,/où gît tout un fouillis de modes surannées ...
Nell'opera La filosofia nel boudoir del 1795, il Marchese De Sade espone la propria idea politica e filosofica nei confronti della religione, della neonata Repubblica francese, nonché della ricerca del piacere. La storia è ambientata perlopiù in un boudoir, in cui i due protagonisti si occupano dell'educazione sessuale della giovane Eugénie, secondo i principi del libertinismo più estremo.